# براکت (ویسکانسین)
براکت (به انگلیسی: Brackett) یک منطقهٔ مسکونی در ایالات متحده آمریکا است که در Eau Claire County واقع شده‌است. براکت ۲۸۸٫۹۵ متر بالاتر از سطح دریا واقع شده‌است.